# Chimacum (Washington)
Chimacum es un área no incorporada ubicada en el condado de Jefferson en el estado estadounidense de Washington.

## Geografía
Chimacum se encuentra ubicado en las coordenadas 48°0′42″N 122°46′10″O / 48.01167, -122.76944.